# Ljambir'
Ljambir' (in russo Лямбирь?; in lingua erza: Лямбирь; in lingua tatara: Ләмбрә) è un villaggio della Repubblica di Mordovia, Russia. È il centro amministrativo del distretto Ljambirskij.
È situato 15 km a nord-ovest della capitale Saransk.